# Arthur St Leger (1er vicomte Doneraile)
Arthur St Leger, 1er vicomte Doneraile (décédé le 7 juillet 1727) est un homme politique et pair anglo-irlandais.

## Biographie

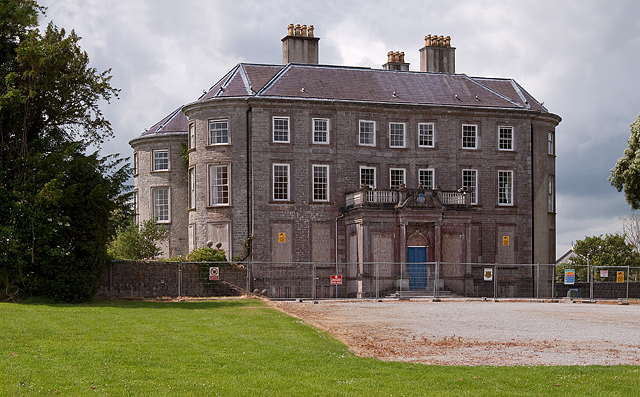
Doneraile Court - siège des Vicomtes Doneraile

Il est le fils de John St. Leger et de sa première épouse Mary Chichester, la fille d'Arthur Chichester (1er comte de Donegall) et de sa première épouse Dorcas Hill. Il est un descendant d'Anthony St Leger. Sir John St Leger (1674-1743), baron de la Cour de l'Échiquier (Irlande), est son demi-frère, fils du deuxième mariage de son père avec Aphra Harflete, héritière d'Ash dans le Kent. John, qui n'est pas très considéré comme un avocat, aurait dû son succès en grande partie au soutien de son frère, et les deux étant proches tout au long de leur vie.
Il représente Doneraile à la Chambre des communes irlandaise de 1692 à 1693. Le 23 juin 1703, il est élevé à la Pairie d'Irlande en tant que vicomte Doneraile et baron Kilmayden. En 1715, il est nommé membre du Conseil privé d'Irlande.
Sa contribution la plus remarquable à la vie publique a lieu lors du débat à la Chambre des lords irlandaise sur l'affaire très controversée de Sherlock v Annesley en 1719. Les barons de l’Échiquier, notamment son frère, John, ont donné effet à un décret de la Chambre des Lords britannique, ignorant un décret contraire de la Chambre irlandaise. Les pairs irlandais, exaspérés par cette contestation de leur autorité, somment les juges de comparaître devant eux et, après une courte audition orageuse, les emprisonnent pendant trois mois. Les seuls pairs à voter contre l'emprisonnement des juges sont Doneraile et le Lord Chancelier d'Irlande, Lord Midleton. Alors que le Lord Chancelier est préoccupé par les implications politiques de la conduite des Lords, avertissant à juste titre que la Chambre risquait de perdre ses pouvoirs judiciaires, Doneraile semble avoir été ému par la simple loyauté familiale, comme lui et son frère sont proches.
Il épouse Elizabeth Hayes, la fille de John Hayes, le 24 juin 1690. Ensemble, ils ont quatre enfants. Ses deux fils survivants lui succèdent.